# Pyhimys

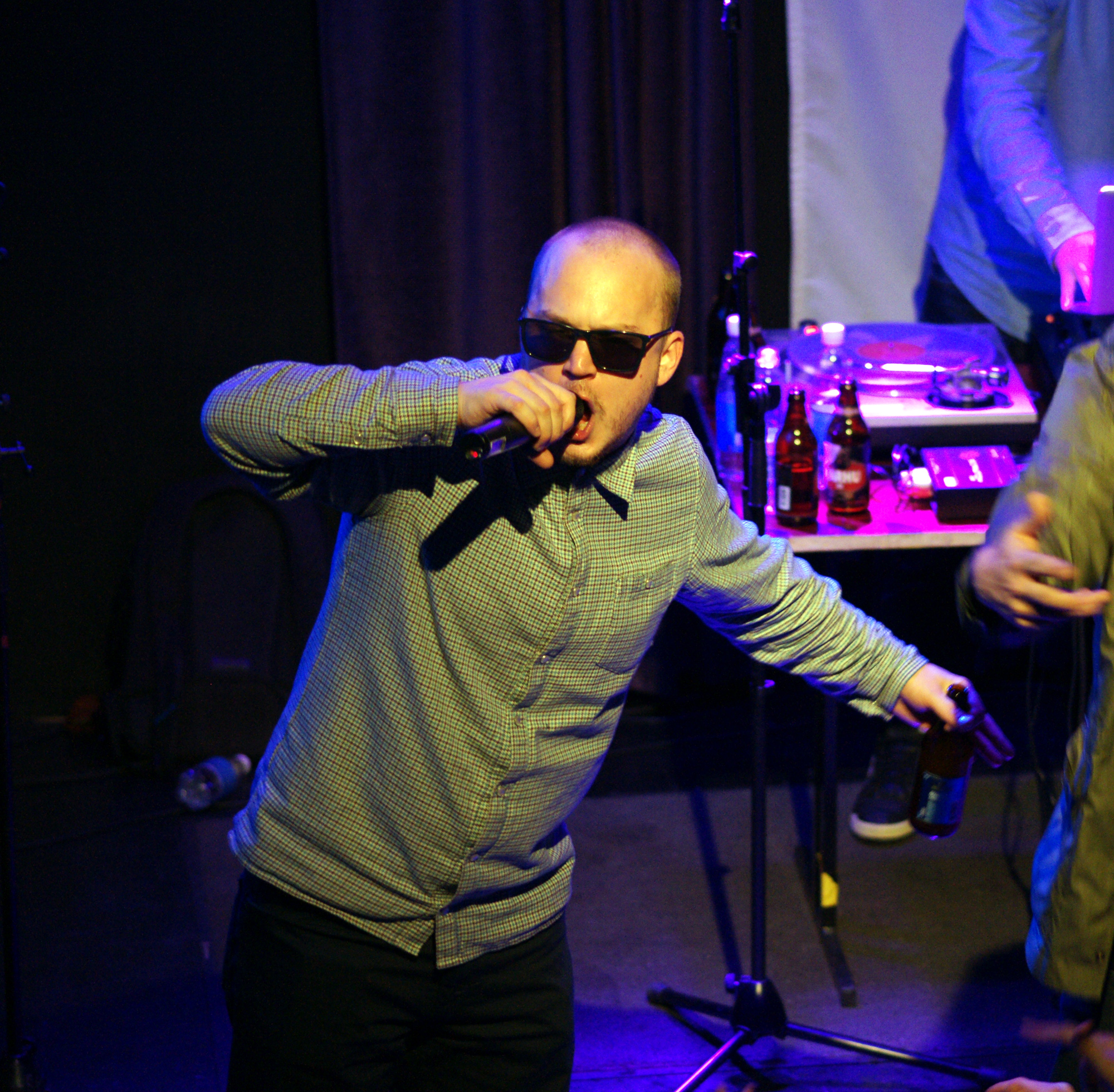
Pyhimys (2012)

Mikko Heikki Matias Kuoppala (* 28. Oktober 1981 in Helsinki), besser bekannt als Pyhimys, ist ein finnischer Hip-Hop-Musiker, Musikproduzent und Songwriter.
2006 gründete er gemeinsam mit Heikki Kuula und Jani Tuohimaa die Gruppe Teflon Brothers. 2007 brachte Kuoppala sein erstes Soloalbum heraus, dass den Titel Salainen maailma trägt.

## Diskografie

### Soloalben
| Jahr | Titel                 | Höchstplatzierung, Gesamtwochen, AuszeichnungChartsChartplatzierungen (Jahr, Titel, Platzierungen, Wochen, Auszeichnungen, Anmerkungen) | Anmerkungen                            |
| Jahr | Titel                 | FI | Anmerkungen                            |
| ---- | --------------------- | --- | -------------------------------------- |
| 2007 | Salainen maailma      | FI39 (1 Wo.)FI |                                        |
| 2008 | Arvoitus koko ihminen | FI16 (2 Wo.)FI | gemeinsam mit Timo Pieni Huijaus       |
| 2011 | Medium                | FI19 (2 Wo.)FI |                                        |
| 2011 | Paranoid              | FI16 (1 Wo.)FI | Erstveröffentlichung: 31. Januar 2011  |
| 2015 | Pettymys              | FI1 (33 Wo.)FI | Erstveröffentlichung: 14. August 2015  |
| 2018 | Tapa poika            | FI1 (115 Wo.)FI | Erstveröffentlichung: 23. Februar 2018 |
| 2020 | Mikko                 | FI1 (75 Wo.)FI | Erstveröffentlichung: 3. Januar 2020   |

### Solosingles
| Jahr | Titel    | Höchstplatzierung, Gesamtwochen, AuszeichnungChartsChartplatzierungen (Jahr, Titel, Platzierungen, Wochen, Auszeichnungen, Anmerkungen) | Anmerkungen                                                 |
| Jahr | Titel    | FI | Anmerkungen                                                 |
| ---- | -------- | --- | ----------------------------------------------------------- |
| 2021 | Sattuu – | FI11 (3 Wo.)FI | Erstveröffentlichung: 23. Juli 2021 Kaija Koo feat. Pyhimys |

Weitere Singles
- 2004: Poikkeustapaus
- 2004: Rajatapaus
- 2004: Ongelmatapaus
- 2008: Tulva

## Autorenbeteiligungen und Produktionen
Pyhimys schreibt und produziert die meisten seiner Lieder selbst sowie die an denen er als Bandmitglied oder Gastsänger beteiligt ist selbst. Die folgende Tabelle beinhaltet Charterfolge, die Pyhimys als Autor und Produzent in Finnland feierte und an denen er nicht als Solointerpret beteiligt ist.
Pyhimys als Autor (A) und Produzent (P) in den Charts

| Jahr | Titel                                           | Höchstplatzierung, Gesamtwochen, AuszeichnungChartsChartplatzierungen (Jahr, Titel, Platzierungen, Wochen, Auszeichnungen, Anmerkungen) | Anmerkungen      |
| Jahr | Titel                                           | FI | Anmerkungen      |
| ---- | ----------------------------------------------- | --- | ---------------- |
| 2006 | Adihasla OST P Yellowmic                        | — | Soundtrack-Album |
| 2008 | PLLP P Heikki Kuula                             | FI8 (8 Wo.)FI | Album            |
| 2008 | Säätöpossu P Heikki Kuula                       | — | Album            |
| 2009 | T A, P Teflon Brothers                          | FI26 (1 Wo.)FI | Album            |
| 2010 | KG & LL P Sine Ira                              | — | Album            |
| 2010 | KG & LL P Heikki Kuula                          | FI41 (1 Wo.)FI | Album            |
| 2010 | © A, P Teflon Brothers                          | FI26 (1 Wo.)FI | Album            |
| 2011 | No Matter the Season P Noah Kin                 | — | Album            |
| 2012 | Katuvisioita P Heikki Kuula                     | FI11 (7 Wo.)FI | Album            |
| 2012 | Sputnik A Luomuhappo                            | — | Single           |
| 2014 | Älä herätä mua unesta A Mikael Gabriel          | FI2 (14 Wo.)FI | Single           |
| 2014 | S.T.I.K. (Sä tuoksut ihan kesälomalta) A Kasmir | FI41 (1 Wo.)FI | Single           |
| 2014 | Iholla A Kasmir                                 | FI17 (3 Wo.)FI | Single           |
| 2014 | Onni on A Diandra                               | — | Single           |
| 2014 | Paha poika A Diandra                            | FI1 (12 Wo.)FI | Single           |